# سن-ژیل، کبک
سَن-ژیل (به فرانسوی: Saint-Gilles) قصبه‌ای در منطقه شهری لوتبینییر ناحیه شودییر-آپالاش در استان کبک کانادا است. در سرشماری سال ۲۰۱۱ این قصبه ۱٬۸۸۴ نفر جمعیت داشته‌است و مساحت آن ۱۷۴٫۷۴ کیلومتر مربع است.